# Classeur fédéral

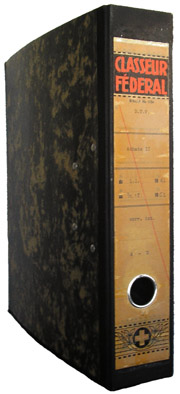
Ancien classeur fédéral
(version francophone).

Le classeur fédéral (en allemand Bundesordner) est une marque déposée en 1920 et une appellation populaire en Suisse qui désigne un gros classeur.

## Description
Le format de ce classeur est : hauteur 32 cm, largeur 28 cm, épaisseur 4 ou 7 cm.
Au départ, le carton est recouvert de papier marbré dans les tons noirs et gris. Le dos porte une étiquette standard collée, avec en titre « Classeur fédéral » (Bundesordner dans la version germanophone) et une croix suisse avec des branches de laurier sous l'orifice de saisie.
Le format est resté le même au cours du temps. Le carton a cependant été recouvert d'une matière synthétique et l'étiquette collée remplacée par une pochette avec une étiquette blanche amovible.
Le titre « classeur fédéral » a disparu de l’étiquette, mais il reste employé par le fabricant comme marque déposée, en français et en allemand.

## Histoire
Ce classeur a été produit dès 1908 dans la Manufacture de registres et d'articles en papier de Bienne. Il est rapidement devenu le classeur de référence dans les administrations en Suisse, d’où son nom de « Classeur fédéral » utilisé dès 1920,. Le fabricant a pris le nom de « Biella » en 1945 (devenu le groupe Biella-Neher Holding (de)).
Les premiers classeurs à œillets sont produits en 1954, leur fabrication est automatisée en 1964. Depuis les années 1960, le classeur existe en couleur (20 couleurs en 1992). Le fabricant dépose la marque « Classeur fédéral » en 1989.
Plus de douze millions d'exemplaires sont fabriqués annuellement au début du XXIe siècle. Une version « Retro » du classeur fédéral est proposée en 2014, qui reprend le papier marbré noir/gris et la croix suisse sur le dos. Le texte « BIELLA » remplace l’ancien texte « Classeur fédéral »/« Bundesordner ». 
En 2017, le Journal de Lucerne (Luzerner Zeitung) annonce que « la fin des classeurs fédéraux est pour bientôt ». En effet, un programme national prévoit le passage des fichiers papier des tribunaux aux dossiers électroniques à l'horizon 2026.

## Unité de mesure de volume d'une affaire ou d'un dossier
Dans sa version large, le classeur fédéral mesure 7 cm. En Suisse, il est courant de parler du nombre de classeurs fédéraux remplis pour indiquer le volume d'une affaire ou d'un dossier. Cette mention peut se monter en centaines, voir en milliers de classeurs. À titre d'exemples :
- En 2019, un ex-employé du Secrétariat d'État à l'économie (SECO) et trois entrepreneurs sont renvoyés devant le Tribunal pénal fédéral pour corruption, le Ministère public a constitué un « dossier de 400 classeurs fédéraux »[6].

- Pour le procès de la faillite de Swissair, il est dit en 2008 que les documents réunis tiennent dans 4 150 classeurs fédéraux[7].

- Lors d’une perquisition ordonnée par Carla Del Ponte à l’Union suisse du fromage en 1996, la police emporte 200 classeurs fédéraux[8].

- En 1995, dans le cadre de l’affaire SASEA , la « plus grosse faillite de Suisse », le juge a consacré plus de mille heures d’audience et rempli 650 classeurs fédéraux[9].

- En 1983, pour le 10e volume de l’Encyclopédie illustrée du Pays de Vaud, Les âges de la vie, une enquête auprès des Vaudois a été menée : plus de 300 heures d’entretiens ont été retranscrits, remplissant 16 classeurs fédéraux[10].